# بحيرة تشينغهاي
بحيرة تشينغهاي (Qinghai)، والتي كانت معروفة من قبل باسم كوكو نور (Koko Nur) أو كوكونور (Kukunor) هي مالحة وبحيرة قلوية موجودة في هضبة التبت في محافظة تشينغهاي، وهي أكبر بحيرة في الصين. والاسمان تشينغهاي وكوكو نور كلاهما يعني "البحيرة / البحر الزرقاء (الأزرق) / الزقاء المخضرة (الأزرق المخضر) باللغة الصينية والمنغولية. وهي موجودة على مسافة 100 كيلومتر (62 ميل) تقريباً إلى الغرب من عاصمة الإقليم شينينغ على ارتفاع 3205 أمتار (10515 قدم) فوق مستوى سطح البحر في منخفض في هضبة التبت في المنطقة الثقافية المشهورة لدى أصحاب العرق التبتي باسم آمدو (Amdo). وهناك ثلاثة وعشرون نهراً وجدولاً تصب في بحيرة تشينغهاي، معظمها موسمية. وهناك خمسة جداول دائمة توفر 80% من إجمالي التدفق.
وقد تغير حجم البحيرة، حيث كان حجمها ينخفض على مدار أغلب الوقت خلال عشرين قرناً، إلا أن هذا الحجم آخذ في التزايد منذ عام 2004. ورغم ملوحة هذه البحيرة، إلا أنها تحتوي على كميات كبيرة من الأسماك، مثل الشبوط العاري (Gymnocypris przewalskii، huángyú (湟鱼) الصالح للأكل).

## معلومات جغرافية
تقع بحيرة تشينغهاي بين هاينان ومحافظتي الحكم الذاتي هايباي في التيبت في شمال شرق تشينغهاي. والبحيرة موجودة في تقاطع طرق العديد من مسارات هجرة الطيور عبر آسيا. وتستخدم العديد من الأنواع بحيرة تشينغهاي كمحطة توقف في وسط الطريق أثناء رحلة الهجرة. وبالتالي، فإنها تعد بمثابة نقطة مركزية فيما يتعلق بالاهتمامات العالمية بخصوص انفلونزا الطيور (إتش 5 إن 1)، حيث إن أي طفرة كبيرة هنا يمكن أن تنشر الفيروس في أوروبا وآسيا، مما يؤدي إلى زيادة فرص انتشار الوباء. وقد تم اكتشاف حدوث طفرات محدودة بالفعل لفيروس H5N1 في البحيرة. وفي طرف شبه الجزيرة على الجانب الغربي للبحيرة توجد "جزر الطيور (جزيرة طائر الغاق (Cormorant) وجزيرة البيض (Egg))، والتي كانت تعتبر بمثابة أماكن مقدسة للطيور في منطقة المحمية الطبيعية في بحيرة تشينغهاي منذ عام 1997. وغالباً ما تبقى البحيرة مجمدة لمدة ثلاثة أشهر بشكل مستمر أثناء فترة الشتاء.
وهناك جزيرة في الجزء الغربي من البحيرة تحتوي على معبد وبعض الصوامع يطلق عليها اسم «مهاديفا (Mahādeva)، أي قلب البحيرة» (mTsho snying Ma hā de wa) والتي كانت من قبل مركزاً لدير بوذي. ولم يكن يتم استخدام القوارب أثناء الصيف، وفقط حين تجمد البحيرة في الشياء، كان يمكن للرهبان الوصول إلى البر أو يمكن للحجاج زيارة المعبد، والعديد منهم كانوا يأتون من منغوليا. وقد وصف بدوي حجم الجزيرة بأن قال أنه: «إذا بدأت نعجة في الصباح في الرعي في العشب حول الجزيرة في نفس اتجاه عقارب الساعة، بينما خرج صغارها في عكس اتجاه حركة عقارب الساعة، فإنهم لن يلتقوا إلا في المساء، مما يوضح أن الجزيرة كبيرة للغاية.» كما أنها كذلك مشهورة على أنها المكان الذي هاجر إليه جوشري خان (Gushri Khan) وغيره من المغول القشتوت (Qoshot Mongols) أثناء العشرينيات من القرن السابع عشر.
كما أن الحجاج من المنطقة في بعض الأوقات يقومون بالطواف حول البحيرة. ويقدر برزيفالسكي (Przhevalsky) الوقت اللازم للطواف حول البحيرة بثمانية أيام على ظهر الجواد أو 15 يوماً من السير، إلا أن الحجاج يقولون أنها تحتاج إلى 18 يوماً على متن الخيول، وأن أحد الأشخاص احتاج إلى 23 يوماً سيراً لإكمال الدائرة.

## معلومات تاريخية
في وقت مبكر للغاية يصل إلى أسرة هان (Han) الحاكمة، كان يطلق على بحيرة تشينغهاي اسم البحر الغربي، حيث كانت تشكل جزءًا من الحدود الغربية لأسرة هان والأسر التالية له. وقبل الثورة الشيوعية في الصين في عام 1949، كان هناك احتفال سنوي يقام من أجل إله البحيرة. وقد حضر الكومينتانغ (Kuomintang) مسلم صيني ما بوفانغ (Ma Bufang)، حاكم تشينغهاي، وغيره من مسئولي تشينغهاي والحكومة الصينية احتفال بحيرة كوكونور، حيث تتم عبادة إله البحيرة، وأثناء الطقوس، تم عزف النشيد الوطني الصيني، وقد انحنى كل المشاركين احترامًا لصورة مؤسس حزب الكومينتانغ (Kuomintang) الدكتور صان تشونغشان (Sun Zhongshan)، كما تم كذلك الانحناء لإله البحيرة، وتم تقديم العطايا له من قبل المشاركين، بما في ذلك المسلمين. وقد دعا ما بوفانغ المسلمين الكازاخ لحضور احتفال تمجيد الإله.

## التقسيم

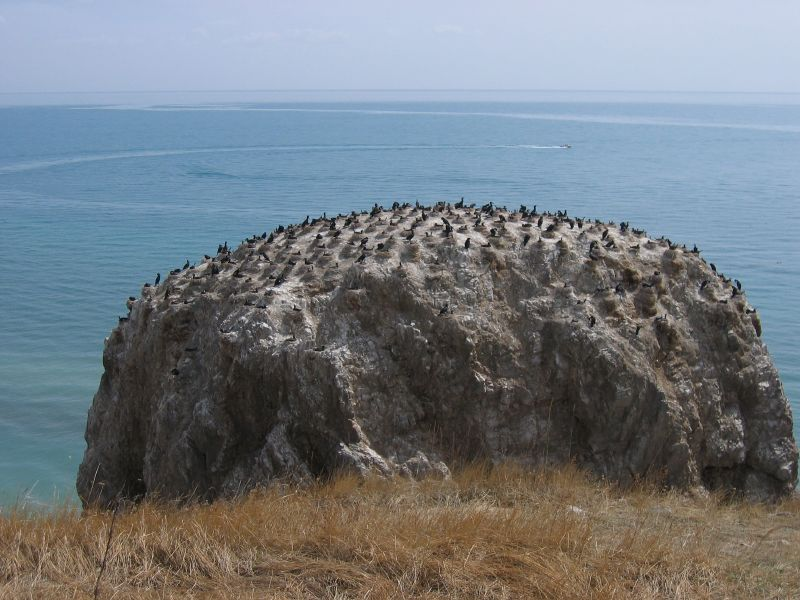
جزيرة طيور

قبل الستينيات من القرن العشرين، كان هناك 108 أنهار مياه عذبة تصب في البحيرة. ومنذ عام 2003، جفت نسبة 85% من مصبات الأنهار، بما في ذلك أكبر رافد للبحيرة، وهو نهر بوها (Buha). وبين عامي 1959 و1982، كان هناك انخفاض سنوي في المياه بمقدار 10 سنتيمترات، وهو ما انعكس ووصل إلى زيادة بمعدل 10 سم كل عام بين عامي 1983 و1989، إلا أن مستوى البحيرة استمر في الانخفاض منذ ذلك الحين. وقد ذكرت أكاديمية العلوم الصينية في عام 1998 أن البحيرة كانت معرضة مرة أخرى للتهديد بفقد مساحة السطح بسبب الرعي الجائر للأغنام وعمليات استصلاح الأراضي بالإضافة إلى الأسباب الطبيعية الأخرى. وقد انخفضت مساحة سطح البحيرة بنسبة 11.7 في المائة في الفترة بين عامي 1908 و2000 . ونتيجة لذلك، أو ربما بسبب الكثبان الرملية المتحركة، انكشفت قيعان البحيرة المنخفضة، وتم فصل العديد من المساحات المائية عن باقي البحيرة الأصلية تقريبًا منذ القرن العشرين. وفي الستينيات من القرن العشرين، ظهرت 48.9 كيلومتر مربع (18.9 ميل2) بحيرة جاهاي (Gahai) (尕海, pinyin: Gǎhǎi) في الجزء الشمالي من البحيرة. وخلال الثمانينيات من القرن العشرين، انفصلت بحيرة شاداو (Shadao) (沙岛، pinyin: Shādǎo) في الشمال الغربي وهي تغطي مساحة 19.6 كـم2 (7.6 ميل2)، في حين أن بحيرة هايان (Haiyan) (海晏، pinyin: Hǎiyàn) تغطي مساحة 112.5 كـم2 (43.4 ميل2). وهناك بحيرة صغيرة أخرى بمساحة 96.7 كـم2 (37.3 ميل2) انفصلت عن البحيرة الأم في عام 2004. وبالإضافة إلى ذلك، انفصلت عن البحيرة حاليًا نصف دستة من البحيرات الصغيرة عند حدود البحيرة. وقد انخفضت مساحة سطح البحيرة بمقدار 312 كـم2 (120 ميل2) خلال الحقب الثلاثة الأخيرة.

## وصلات خارجية
- (بالصينية) Qinghai Lake Protection and Utilization Administration Bureau نسخة محفوظة 26 ديسمبر 2018 على موقع واي باك مشين. (official)
- (بالصينية) Qinghai Lake Tourism and Culture Network (official)
- More Birds in Qinghai Lake (Eastday.com.cn 07/17/2001)
- Rines، George Edwin، المحرر (1920). "Koko-nor". الموسوعة الأمريكية. {{استشهاد بموسوعة}}: يحتوي الاستشهاد على وسيط غير معروف وفارغs: |HIDE_PARAMETER15=، |HIDE_PARAMETER4=، |HIDE_PARAMETER2=، |HIDE_PARAMETER21=، |HIDE_PARAMETER8=، |HIDE_PARAMETER17=، |HIDE_PARAMETER20=، |HIDE_PARAMETER5=، |HIDE_PARAMETER7=، |HIDE_PARAMETER16=، |HIDE_PARAMETER3=، |HIDE_PARAMETER22=، |HIDE_PARAMETER14=، |HIDE_PARAMETER13=، |HIDE_PARAMETER11=، |HIDE_PARAMETER10=، |HIDE_PARAMETER6=، |HIDE_PARAMETER9=، |HIDE_PARAMETER1=، |HIDE_PARAMETER23=، |HIDE_PARAMETER18=، |HIDE_PARAMETER19=، و|HIDE_PARAMETER12= (مساعدة)

‌